# The Early Bird
The Early Bird (Pájaro mañanero en España y A botellazo limpio en Colombia) es una película británica de 1965 dirigida por Robert Asher y protagonizada por Norman Wisdom. Esta comedia física fue la primera película de color de Norman Wisdom.

## Argumento
Norman Pitkin es un lechero de una pequeña compañía lechera. Se llama Grimsdales Dairy y es dirigida por Thomas Grimsdale. Ellos controlan 10 calles de una ciudad y les proveen de leche. Un día la gran empresa lechera Consolidated Dairies dirigida por Walter Hunter, que controla la mayor parte de la ciudad, quiere también vender su leche en esas calles y para ello destruir la compañía. Para conseguirlo Consolidated Dairies está dispuesto a hacer todo para conseguirlo hasta el punto de utilizar incluso métodos sucios como destruir sus botellas, destruir su carro de transporte de la leche, envenenar su yegua, que transportaba la leche y a ellos. También tienen éxito con su propósito.
Sin embargo Pitkin y Grimsdale no están dispuesto a rendirse y contraatacan. De esa manera se crean toda una serie de situaciones cómicas. Finalmente todo culmina cuando Pitkin destruye en venganza la central de la compañía Consolidated Dairies por todo lo que hicieron. Dándose cuenta de que la gente empieza a darse cuenta de lo que está ocurriendo y estando además en una situación injustificable, la empresa Consolidated Dairies, arrinconada, cierra las paces con Grimsdales Dairies y les devuelven sus 10 calles a cambio de paz. Ellos aceptan y las cosas vuelven otra vez al cauce normal de antes.

## Reparto
- Norman Wisdom - Norman Pitkin
- Edward Chapman - Thomas Grimsdale
- Jerry Desmonde - Walter Hunter
- Paddie O'Neil -  Gladwys Hoskins
- Bryan Pringle - Austin
- Richard Vernon - Sir Roger Wedgewood
- John Le Mesurier - Coronel Foster
- Peter Jeffrey  - Jefe de bomberos
- Penny Morrell - Sra. Curry